# ほのちゃんにはがはえた。
『ほのちゃんにはがはえた。』は、とんねるず7枚目のオリジナル・アルバム。1990年6月27日発売。

## 概要
初の2枚組。当時の人気アーティストのパロディ曲だけで構成された。
『あした天気になーれ』以外の全曲を後藤次利が作曲。作詞は前作と同じく秋元康・松井五郎の2人で一部を除きほぼ全曲を書いている。
タイトルにある「ほのちゃん」とは、石橋と最初の妻（一般人）との間の長女で、後に女優となる石橋穂乃香。ジャケット写真には実際に歯が生えた当時の彼女の口元が使われている。
なおこの写真について、2020年にとんねるずのポニーキャニオン時代の楽曲のサブスク配信が開始された際、石橋穂乃香本人がTwitter上で「知らぬ間に、全世界に自分の乳歯のアップが配信されている、っていうのが二世の宿命の一つ。」とコメントして話題となった。

## 収録曲
全作曲：後藤次利（『あした天気になーれ』以外）

### DISC.1
1. WOMAN WOMAN
作詞：松井五郎／編曲：後藤次利
元ネタはローリング・ストーンズ（ちなみに本作品が発売された1990年に初の来日公演を東京ドームで行った）。
タイトルは『ホンキー・トンク・ウィメン』、メロディは『ミス・ユー』のパロディで、歌詞の中に『黒くぬれ!』、『ブラウン・シュガー』、『ジャンピン・ジャック・フラッシュ』、『サティスファクション』、『ルビー・チューズデイ』が盛り込まれている。
2. 落葉よ
作詞：秋元康／編曲：後藤次利
元ネタはイヴ・モンタン、ナット・キング・コールのカバーで有名な『枯葉』。
石橋が萩原健一、木梨が谷村新司のものまねで歌っている。
3. 骨の髄まで Rock&Roll
作詞：松井五郎／編曲：門倉聡
元ネタはハウンド・ドッグ楽曲のパロディ。
歌詞の中に『嵐の金曜日』『涙のBIRTHDAY』『ff』が盛り込まれ、石橋・木梨とも大友康平の物真似で歌っている。
4. 淋しい病気が止まらない
作詞：秋元康／編曲：門倉聡
Winkの『淋しい熱帯魚』のパロディ。
タイトルは『淋しい熱帯魚』と『愛が止まらない』より。
5. HEAVY
作詞：松井五郎・石橋貴明／編曲：後藤次利・菅原弘明
6. 切なく純愛
作詞：秋元康／編曲：後藤次利
元ネタは郷ひろみの『よろしく哀愁』。
7. かっとびたいぜ Hey Girl
作詞：松井五郎／編曲：後藤次利
当初は「Are You Ready」というタイトルで、1989年の東京ドーム公演の為に作られた曲。
8. MOONLIGHT（君にはかなわない）
作詞：遠藤察男／編曲：門倉聡
9. テレビジョンが僕達をダメにした
作詞：秋元康／編曲：後藤次利
間奏でニュース原稿を読むのは上柳昌彦（当時ニッポン放送アナウンサー）。
2番の冒頭に仮面ノリダー最終回の音声が使われている。
10. 腰振る街角
作詞：秋元康／編曲：後藤次利
敏いとうとハッピー&ブルーの『星降る街角』[2]のパロディ。
11. 青春 〜やっぱり大阪が好きやねん〜
作詞：松井五郎／編曲：後藤次利
石橋のソロ曲。
全編関西弁の歌詞で、元ネタはやしきたかじんの『やっぱ好きやねん』。

### DISC.2
1. TALK OF THE DEVIL
作詞：秋元康／編曲：菅原弘明
2. 東京不倫倶楽部
作詞：秋元康／編曲：門倉聡
篠ひろ子と石橋貴明のデュエット曲。
タイトルはフランク永井と松尾和子による『東京ナイト・クラブ』のパロディ。
3. キスをしたいよ
作詞：松井五郎／編曲：門倉聡・菅原弘明
元ネタはTHE BLUE HEARTS。
タイトルは同バンドの『キスしてほしい』のパロディ。
4. ガンバダ☆マックーサ
作詞：木梨憲武／編曲：門倉聡
木梨ソロ曲。
当時流行したランバダのパロディ。
5. 僕たちのクリスマスイブ
作詞：秋元康／編曲：門倉聡
山下達郎の『クリスマス・イブ』のパロディ。
6. 7月31日に生まれて
作詞：秋元康／編曲：後藤次利
石橋ソロ曲。
タイトルは映画『7月4日に生まれて』のパロディ。
7月31日は穂乃香の誕生日で、彼女への感謝の気持ちが綴られている。
7. 結婚式に呼んでください
作詞：秋元康／編曲：門倉聡
元ネタはダ・カーポの『結婚するって本当ですか』。
8. バリケードのない荒野
作詞：松井五郎／編曲：後藤次利
9. LAST DANCEにはまだはやい
作詞：松井五郎／編曲：後藤次利
10. 青春 〜ああ中洲が泣いとーぜ〜
作詞：松井五郎／編曲：後藤次利
木梨ソロ曲。
全編博多弁の歌詞で、博多弁指導は藤井郁弥（チェッカーズ）。
11. あした元気になーれ
作詞：松井五郎／作曲：玉置浩二／編曲：武部聡志
フジテレビ系列「とんねるずのみなさんのおかげです」エンディング・テーマ。